# Call stack

Esempio

In informatica, un call stack (traducibile letteralmente dall'inglese come "pila delle chiamate") è una zona di memoria di un programma, organizzata in forma di stack, nella quale sono immagazzinate le informazioni sulle subroutine attive in un dato momento (le subroutine attive sono quelle che sono state invocate ma la cui esecuzione non è terminata). Può essere tradotto come stack delle invocazioni a funzione (o chiamate a funzione) o stack delle invocazioni a metodo (o chiamate a metodo) a seconda del tipo di subroutine coinvolto.
Questo tipo di pila è spesso chiamato anche execution stack, control stack, function stack, o run-time stack, oppure, quando non vi è possibilità di confusione, semplicemente stack.
L'insieme delle informazioni specifiche di una subroutine all'interno di un call stack è detto frame.

## Funzionamento
Il motivo per cui è necessario adottare un call stack è tenere traccia dei punti in cui ogni subroutine attiva dovrebbe restituire il controllo quando termina l'esecuzione. Se, per esempio, una subroutine DrawSquare (disegna un quadrato) chiama la subroutine DrawLine (disegna una linea) da quattro diversi punti, il codice di DrawLine deve poter conoscere a quale punto tornare terminata l'esecuzione. Questo compito è svolto tipicamente dal codice per ogni chiamata all'interno di DrawSquare inserendo l'indirizzo dell'istruzione dopo una particolare dichiarazione di chiamata (return address o indirizzo di ritorno) all'interno del call stack.
Poiché il call stack è organizzato come una pila, la funzione chiamante mette l'indirizzo di ritorno sopra la pila e la subroutine chiamata, quando termina, toglie l'indirizzo di ritorno dalla pila e trasferisce il controllo a quell'indirizzo. Se una subroutine chiamata chiama un'altra subroutine, essa metterà l'indirizzo di ritorno sopra la call stack e così via le informazioni vengono accatastate e rimosse come previsto dal programma. Se viene usato tutto lo spazio a disposizione del call stack, si verifica un errore chiamato stack overflow. Aggiungere una subroutine nel call stack è definito winding; toglierla è definito unwinding.
C'è solitamente solo un call stack associato con un programma in esecuzione (o più precisamente con ogni task o thread di un processo), tuttavia stack aggiuntivi possono essere creati per gestire segnali o per il multitasking cooperativo. Poiché ne esiste uno solo in questo importante contesto, ci si riferisce semplicemente allo stack (implicitamente "del task").
Nei linguaggi di programmazione di alto livello, le specifiche del call stack sono nascoste al programmatore. Quest'ultimo ha accesso solo alla lista delle funzioni e non alla memoria occupata dallo stack, né alla struttura interna adottata.  Molti linguaggi assembly d'altra parte, richiedono ai programmatori di essere coinvolti nella gestione dello stack. I dettagli dello stack in un linguaggio di programmazione dipendono anche dal compilatore, dal sistema operativo e dalle istruzioni disponibili.

## Scopi del call stack
Lo scopo primario del call stack è:
- immagazzinare gli indirizzi di ritorno - Quando una subroutine viene chiamata, l'indirizzo dell'istruzione di ritorno deve essere salvato da qualche parte. Utilizzando una pila per salvare gli indirizzi di ritorno si hanno importanti vantaggi rispetto alle alternative. Uno di questi è che ogni task ha il proprio stack e pertanto le subroutine possono essere "rientranti" e quindi possono essere attive simultaneamente per task diversi che fanno cose diverse. Un altro vantaggio è che la ricorsione è automaticamente supportata. Quando una funzione chiama sé stessa ricorsivamente, un indirizzo di ritorno necessita di essere registrato per ogni attivazione della funzione così da poter essere usato per il ritorno da ogni attivazione della funzione. Questa capacità è automatica con un stack.

Un call stack può avere scopi aggiuntivi, dipendenti dal linguaggio, dal sistema operativo e dall'ambiente della macchina. Tra questi:
- immagazzinare dati locali - Una subroutine frequentemente necessita di spazio di memoria per registrare i valori delle variabili locali, le variabili usate solo nella subroutine attiva e che non devono trattenere valori dopo il ritorno (alla funzione chiamante). È spesso conveniente per allocare spazio per questo uso spostarsi semplicemente in cima allo stack in modo sufficiente ad avere lo spazio. È molto veloce paragonato, ad esempio, con l'allocazione di tipo heap. Ogni diversa attivazione di una subroutine ha il proprio spazio separato nello stack per i dati locali.
- passaggio di parametri - Le subroutine spesso richiedono che i valori dei parametri siano forniti dal codice che le chiama e non è raro che lo spazio per questi parametri possa essere nel call stack. Generalmente se ci sono solo pochi piccoli parametri, i registri del processore, possono essere usati per il passaggio dei valori, ma se ci sono più parametri da gestire in questo modo, è necessario spazio in memoria. Il call stack lavora meglio come posto per questi parametri, specialmente poiché ogni chiamata della subroutine, che avrà diversi valori dei parametri, avrà uno spazio separato nel call stack per questi valori.
- stack di valutazione - Gli operandi per operazioni aritmetiche e logiche sono spesso inseriti nel registro e utilizzati là. Comunque, in alcune situazioni gli operandi possono essere accatastati a una profondità arbitraria, il che significa che deve essere usato qualcosa di più del registro. Lo stack di questi operandi, similmente ai calcolatori di tipo RPN, è chiamato stack di valutazione (evaluation stack) e può occupare spazio nel call stack.
- puntatore dell'istanza corrente - Alcuni linguaggi orientati agli oggetti (come C++), immagazzinano questo puntatore come argomento delle funzioni nel call stack quando invocano un metodo. Questo puntatore punta all'istanza dell'oggetto a cui è associato il metodo invocato. È una parte essenziale del contesto di esecuzione di linguaggi orientati agli oggetti, poiché fornisce accesso ai dati posseduti dall'oggetto corrente. Questo puntatore è collegato a livelli utilizzati nella programmazione orientata agli oggetti con livelli (tipi di strutture stack) della run-time call stack.
- Ambiente dei contenitori di subroutine - Alcuni linguaggi di programmazione (come Pascal e Ada) supportano subroutine annidate, permettendo a una routine interna di accedere al contesto della sua routine contenitore, cioè ai parametri e alle variabili locali nell'ambiente della routine esterna. Tali lingue generalmente permettono alle routine di effettuare chiamate ricorsive (la funzione richiama se stessa), ottenendo multiple call stack per le chiamate di routine delle routine interne, ciascuna delle quali punta sullo stesso ambiente della routine esterna. Questo tipo di call frame è anche conosciuto come display.